# Gianni Manera
Gianni Manera (* 18. Februar 1940 in Asmara, Eritrea; † 10. Juni 2013 in Rom) war ein italienischer Schauspieler und Filmregisseur.

## Leben
Manera spielte zwischen 1959 und 1968 einige Nebenrollen in Kinofilmen, manchmal unter der anglisierten Form John Manera seines Namens, und inszenierte nach eigenem Drehbuch 1969 La lunga ombra del lupo, in dem er auch die Hauptrolle übernahm. Der Film führte zu einer Anklage gegen ihn wegen angeblichen „Aufrufs zur Bildung einer bewaffneten Gruppe“. Fünf Jahre später folgte ein Kriminalfilm, dann ein Mafiastreifen, der durch Finanzierungsprobleme über drei Jahre hinweg immer wieder unterbrochen werden musste, da Manera als einer der ersten italienischen Regisseure seine Filme unabhängig finanzierte. Ein 1999 gedrehter letzter Film blieb gar ganz ohne Veröffentlichung. Er lebte später in Peru. Die Sängerin Alma Manera ist seine Tochter.

## Filmografie (Auswahl)

### Schauspieler
- 1960: Wettlauf mit dem Henker (Chiamate 22-22, tenente Sheridan)
- 1965: Ein General und noch zwei Trottel (Due marines e un generale)
- 1966: Computer für Mord (A.D.3 operazione Squalo Bianco)
- 1966: Django – Die Geier stehen Schlange (7 Dollari sul rosso)
- 1968: Crisantemi per un branco di carogne (& Drehbuch)
- 1973: Auch Killer müssen sterben (La mano nera)

### Regisseur
- 1969: La lunga ombra del lupo (& Buch, Darsteller)
- 1974: Ordine firmato in bianco (& Buch)
- 1981: Gefährliche Zeugen (Cappotto di legno) (& Buch, Darsteller)